# Nacho Llovet
Nacho Llovet (Barcelona, Barcelonès, 9 de maig de 1991) és un jugador professional de bàsquet català que juga en la posició de pivot.
El juliol de 2013 el FIATC Joventut va renovar Llovet per una temporada addicional, la que seria la seva tercera campanya a les files del primer equip del club, on juga des dels 12 anys quan va arribar a l'equip infantil. El juliol de 2014 va el club i el jugador van acordar una altra renovació, per dues temporades més. El juliol de 2016 va firmar un contracte amb l'Obradoiro Clube de Amigos do Baloncesto per les dues temporades següents. El juliol de 2019 fitxa pel Bàsquet Club Andorra per les tres properes temporades.

## Clubs
- Temporada 2009-2010: CB Prat (LEB Plata), cedit per Club Joventut de Badalona
- Temporada 2010-2011: CB Prat (LEB Plata), cedit per Club Joventut de Badalona
- Temporada 2011-2012: Club Joventut de Badalona (ACB)
- Temporada 2012-2013: Club Joventut de Badalona (ACB)
- Temporada 2013-2014: Club Joventut de Badalona (ACB)
- Temporada 2014-2015: Club Joventut de Badalona (ACB)
- Temporada 2015-2016: Club Joventut de Badalona (ACB)
- Temporada 2016-2017: Obradoiro Clube de Amigos do Baloncesto (ACB)
- Temporada 2017-2018: Obradoiro Clube de Amigos do Baloncesto (ACB)
- Temporada 2018-2019: Obradoiro Clube de Amigos do Baloncesto (ACB)
- Temporada 2019-2020: Bàsquet Club Andorra (ACB)

## Selecció estatal
- 2007. Espanya. Participa en l'Europeu Sub16, a Creta (Grècia).
- 2008. Espanya. Participa en el Torneig Albert Schweitzer, a Mannheim.
- 2008. Espanya. Participa en l'Europeu Sub18, a Amaliada (Grècia).
- 2009. Espanya. Participa en l'Europeu Sub18, a Metz (França).
- 2010. Espanya. Participa en l'Europeu Sub20, a Croàcia.
- 2011. Espanya. Participa en l'Europeu Sub20, a Bilbao.

## Palmarès
- 2007. Medalla de Plata a l'Europeu Sub16 amb Espanya.
- 2010. Medalla de Bronze a l'Europeu Sub20 amb Espanya.
- 2011. Medalla d'Or a l'Europeu Sub20 amb Espanya.